# Успенское (Воскресенский район)
Успенское — село в составе Богородского сельсовета Воскресенского района Нижегородской области России.

## География
Располагается на правом берегу реки Ветлуги.

## История
До Октябрьской революции в составе Макарьевского уезда Нижегородской губернии.

## Население
| 1999 | 2002 | 2010 |
| ---- | ---- | ---- |
| 24   | ↗27  | ↘5   |

## Достопримечательности
Церковь Успения Пресвятой Богородицы, построенная не позже 18 века. На данный момент полу разрушенная постройка выполнена в красном кирпиче, в стиле нарышкинское барокко, именно она заменила собой стоявший там ранее деревянный храм, с тем же посвящением. Согласно клировым ведомостям эта деревянная церковь была построена в 1787, к середине 18 века пришла в негодность и в 1844 году прихожанами было «испрошено позволение строить каменную» церковь.
Приказом Департамента охраны историко культурного наследия Нижнего Новгорода и Нижегородской области от 24. 04. 2000 года № 5-ОД Успенской церкви села Успенского Воскресенского района Нижегородской области присвоен статус выявленного памятника архитектуры регионального значения.
В настоящее время нижегородским архитектором В. В. Ковалем начата разработка проекта реставрации Успенской церкви, которая позволит спасти храм от дальнейших разрушений и вернуть его к жизни.
Так же к достопримечательности, уже ставшей по виду современной, можно отнести Барский дом или дом барина Дружинина.

## Инфраструктура
Личное подсобное хозяйство.
Основа экономики — сельское хозяйство.

## Транспорт
Село доступно автотранспортом с федеральной трассы Р-177 «Поветлужье».